# Акула лопатоноса
Акула лопатоноса (Scoliodon laticaudus) — акула з роду жовта гостроноса акула родини сірі акули. Інші назви «індійська акула-собака», «акула-шпатель».

## Опис
Загальна довжина досягає 74-100 см. Голова широка. Морда сплощена, що стискається ближче до носа. Очі маленькі, круглі, з мигательною перетинкою. Ніздрі невеликі, мають носові клапани. Рот широкий. На верхній щелепі розташовано 25-33 зубів, на нижній — 24-34. Зуби дрібні, без бокових верхівок, мають нахил до кутів рота та в середину пащі. Тулуб щільний, подовжений. Грудні плавці широкі та короткі, мають трикутну форму з довгими вільними кінцями в основі задніх крайок. Має 2 спинних плавця, з яких передній значно більше за задній. Передній спинний плавець розташовано між грудними та черевними плавцями, ближче до останніх. Задній спинний плавець — позаду анального, ближче до хвостового плавця. Хвостовий плавець широкий, з дуже розвиненою верхньою лопаттю, на кінчику якої присутня виїмка-вимпел.
Забарвлення спини жовтувато- або бронзово-сіре. Черево має білий колір.

## Спосіб життя
Тримається до глибин 10-15 м, у верхніх шарах води. Зустрічається у гирлах річок. Здатна утворювати значні зграї. Живиться анчоусами, бичками, камбалами, кальмарами, каракатицями, креветками, крабами, ротоногими, морськими червами, личинками морських тварин.
Статева зрілість у самців настає при розмірі 24-36 см, у самиць — 33-35 см. Це живородна акула. Вагітність триває 5-6 місяців. Ембріон розвивається доволі швидко внаслідок наявності невеликої кількості поживних речовин у жовтковому мішечку. Тому плацентарний зв'язок самиці з ембріонами налагоджуються дуже швидко. Самиця народжує від 5 до 14 акуленят, зрідка 18, завдовжки 15 см.
Тривалість життя становить 6 років.
Є об'єктом промислового вилову. Використовується для виробництва рибного борошна та жиру. Для людини не становить небезпеки.

## Розповсюдження
Мешкає від узбережжя Танзанії до Малайзії, а також серед островів Індонезії.